# Original (ord)
|  | Wiktionary har en ordboksartikel om Original. |

Original, "ursprungsexemplar" (substantiv). Det, jämte adjektivet "originell", kommer från franskans origine, i sin tur från latinets origo, "begynnelse, källa, härstamning, upphovsman". Plural: original
Avledningar: 
- originalitet
- originalare

Ordet syftar i första hand på:
- Första, ursprungliga exemplaret av något, i motsats till kopia, replik, duplikat, avbildning, plagiat. Se även unikum.  Exempelvis:
  - Urkunder
  - Historiska artefakter
  - Text, tal eller musik i ursprungslydelse före bearbetning eller översättning/tolkning
  - Ursprungligt tillverkade delar i maskiner i motsats till ersättningsdelar, alternativa reservdelar
  - En förlaga för ett tryckt verk, se typografi
  - Konstnärliga verk. Vid litografi görs ett original (typ master) med speciell teknik, och som sedan dupliceras

Upphovsmannarätten ger skydd för framställaren av original så att det inte olovligen får dupliceras. Patenträtten kräver att ett verk ska ha tillräcklig uppfinningshöjd (originalitet) för att vara patenterbart. För konst gäller på motsvarande sätt verkshöjd. Plagiering är straffbart. En vanlig legitim användning av replika i stället för original är för att inte riskera att skada originalet, såsom vid studier av värdefulla historiska dokument.